# Nati nel 1376
| Questa pagina contiene informazioni ricavate automaticamente dalle voci biografiche con l'ausilio del template Bio e di un bot. L'aggiornamento è periodico e automatico e ricostruisce completamente la pagina. Se manca una persona in questa lista, sei pregato di non aggiungerla, ma accertati piuttosto che la sua voce biografica contenga il template Bio e che i dati anagrafici siano correttamente compilati. Se il template Bio manca, inseriscilo tu stesso o, in alternativa, metti l'avviso {{tmp\|Bio}} che ne segnala la mancanza. Se i dati riportati sono sbagliati, correggi direttamente la voce biografica; le modifiche saranno visibili in questa lista entro pochi giorni. Per chiarimenti vedi il progetto biografie. La lista contiene solo le 12 persone che sono citate nell'enciclopedia e per le quali è stato implementato correttamente il template Bio. Pagina aggiornata al 26 feb 2025. |

- 9 novembre - Edmondo Mortimer, nobile inglese († 1409)
- Yusuf III di Granada, sultano († 1417)
- Giovanni Aurispa, umanista, poeta e mercante italiano († 1459)
- Luigi I di Borbone-Vendôme, conte († 1446)
- Enrico VI di Gorizia, nobile († 1454)
- Piero di Luigi Guicciardini, politico italiano († 1441)
- Gérard Machet, cardinale e vescovo cattolico francese († 1448)
- Maria I d'Alvernia, nobile francese († 1437)
- Stefano Quadrio, condottiero italiano († 1438)
- Nicolas Rolin, diplomatico e mecenate francese († 1462)
- Philippe de Coëtquis, cardinale e arcivescovo cattolico francese († 1441)
- Sofia di Baviera, nobile tedesca († 1428)